# 施泰姆斯霍恩
施泰姆斯霍恩是德国下萨克森州的一个市镇。总面积8.84平方公里，总人口699人，其中男性349人，女性350人（2011年12月31日），人口密度79人/平方公里。